# Římskokatolická farnost Kladky
Římskokatolická farnost Kladky je územní společenství římských katolíků s farním kostelem sv. Cyrila a Metoděje v děkanátu Konice.

## Území farnosti a sakrální stavby
DO farnosti přísluší následující obce s těmito sakrálními stavbami:
- Kladky
  - Farní kostel sv. Cyrila a Metoděje
- Ludmírov
  - Kaple svaté Anny
  - Kaple Panny Marie Bohorodičky na DPS v Ludmírově
  - Kaple svatého Jana Nepomuckého v místní části Milkov
  - Kaple Nanebevzetí Panny Marie v místní části Ospělov
- Otročkov (místní část Hvozdu
  - Kaple svaté Filomény
- Vysoká
  - Kaple Nejsvětější Trojice

## Dějiny farnosti
Farnost Kladky byla vyfařena v roce 1784 z konické farnosti

## Bohoslužby
| Kostel                | Místo  | Bohoslužba (den) | Hodina      | Poznámka     |
| --------------------- | ------ | ---------------- | ----------- | ------------ |
| sv. Cyrila a Metoděje | Kladky | neděle čtvrtek   | 11.00 15.35 | farní kostel |

## Aktivity ve farnosti
V roce 2017 byla opravena kaple v Ludmírově-Ponikvi, která mimochodem patří do farnosti Jesenec. Děkovnou bohoslužbu sloužil 13. května 2017 biskup Josef Hrdlička.